# Miron Cozma
Miron Cozma (Derna, 25 agosto 1954) è un sindacalista e politico rumeno.
È conosciuto principalmente per aver guidato i minatori della valle del Jiu durante la mineriada del settembre 1991, violenta protesta in favore del miglioramento delle condizioni di lavoro nelle miniere, che portò alle dimissioni del primo ministro Petre Roman. Fu protagonista anche delle successive mineriade. Nel 1999 fu condannato a 18 anni di carcere per i fatti del 1991 e graziato dal presidente Ion Iliescu nel 2004. Fu poi nuovamente arrestato per le accuse rivolte contro di lui per gli scontri della mineriada del gennaio 1999. Finì di scontare la pena nel 2007.

## Sotto il regime
Studiò ingegneria elettromeccanica, ottenendo il titolo di studi nel 1977. Dopo gli studi iniziò a lavorare come tirocinante presso la miniera di Bărbăteni. Secondo la documentazione in possesso del Consiglio nazionale per lo studio degli archivi della Securitate (CNSAS), con il nome in codice Paul tra il 7 settembre 1977 e il 20 dicembre 1983 fu informatore segreto per la Securitate, la polizia politica del dittatore Nicolae Ceaușescu, cui forniva dettagli personali sui propri colleghi e sulla produttività economica delle miniere in cui lavorava.

## Leader del sindacato e partecipazione alle mineriade
Mentre lavorava presso la miniera di Lonea, a Petrila, partecipò alla mineriada del gennaio 1990, divenendo un dei 16 minatori cui fu concesso di incontrare il presidente della repubblica Ion Iliescu e il primo ministro Petre Roman. Nel marzo del 1990 fu eletto presidente della Lega sindacale dei minatori della valle del Jiu.
Il 19 giugno 1991 a Paroșeni (Vulcan (Hunedoara)) in un incidente d'auto travolse e uccise una donna, Roza Violeta Drăghici, per il quale fu condannato a 2 anni di reclusione con Sospensione condizionale della pena.
Fu leader della mineriada del settembre 1991 che, in nome di rivendicazioni per i minatori della valle del Jiu, seminò il panico tra la popolazione civile di Bucarest. Il 26 settembre 1991 le proteste portarono alle dimissioni del primo ministro del Fronte di Salvezza Nazionale (FSN) Petre Roman. Morirono tre persone e circa 400 furono ferite.
Nel gennaio 1999 Cozma guidò un'altra serie di proteste contro la decisione del governo di Radu Vasile di chiudere delle miniere improduttive della regione della valle del Jiu. Con l'intenzione di mettere pressione al governo, Cozma iniziò con i minatori una marcia alla volta di Bucarest. I manifestanti si scontrarono con la Gendarmeria romena a Costeşti e sfondarono il blocco che era stato posto contro la loro avanzata. Circa 70 minatori e 100 poliziotti furono feriti e un minatore morì. Per evitare ulteriori disordini il primo ministro Vasile ebbe un incontro con Cozma, in modo da negoziare il ritiro dei minatori. Un accordo fu siglato al Monastero di Cozia il 23 gennaio 1999.
All'inizio di febbraio dello stesso anno, però, Cozma fu condannato a 18 anni di reclusione dall'Alta corte di cassazione e giustizia per il suo coinvolgimento nella mineriada del 1991. Ciò portò ad una nuova sollevazione. Stavolta le forze speciali sconfissero i minatori a Stoenești (Olt), mentre Cozma e i suoi collaboratori furono arrestati dalla polizia e condotti al penitenziario di Rahova a Bucarest.

## Vicende giudiziarie
Il 15 dicembre 2004 gli fu concessa la grazia dal presidente della repubblica Ion Iliescu, pochi giorni prima della scadenza del suo mandato . Il giorno dopo, tuttavia, Iliescu revocò la grazia su pressione dell'opinione pubblica e internazionale, definendo il suo gesto un errore. In fase di appello, però, Cozma riuscì a dimostrare l'illegalità della revoca della grazia e fu rilasciato il 14 giugno 2005.
Il 28 settembre 2005 per i fatti della mineriada del gennaio 1999 l'Alta corte di cassazione e giustizia lo condannò a 10 anni, di cui una parte già scontata in virtù della precedente condanna. A giugno 2006, così, Cozma si ritrovò a scontare ulteriori 13 mesi di reclusione. Il 2 giugno 2006 la sua richiesta di liberazione condizionale fu rigettata dalla commissione carceraria del penitenziario di Rahova.. La stessa richiesta fu respinta anche dal tribunale di Bucarest dopo due settimane.
Il 3 gennaio 2007 fu chiesta nuovamente la liberazione condizionale. La commissione carceraria confermò la possibilità di lasciare il carcere con 6 mesi di anticipo rispetto alla fine della pena, il tribunale di Bucarest accolse la richiesta il 9 gennaio 2007, ma questa fu rigettata in fase di appello il 20 febbraio 2007.
Miron Cozma fu definitivamente rilasciato il 2 dicembre 2007, con l'interdizione ad entrare nei territori delle città di Bucarest e Petroșani.
Dopo aver lasciato il carcere si trasferì a Timișoara.
Nel 2011 fu presidente e fondatore dell'effimero Partito Social Democratico dei Lavoratori (in romeno Partid Social Democrat al Muncitorilor) che concorse, senza ottenere alcun seggio, alle elezioni parlamentari del 2012.